# Ophiotholia supplicans
Ophiotholia supplicans is een slangster uit de familie Ophiacanthidae.
De wetenschappelijke naam van de soort werd in 1880 gepubliceerd door Theodore Lyman.